# Hilf al-mutayyabin
L'ḥilf al-muṭayyabīn (in arabo ﺣﻠﻒ ﺍﻟﻤﻄﻴﺒﻴﻦ‎?) fu un patto che vincolò alla fine del VI secolo alcuni clan che facevano parte della tribù meccana dei Quraysh di Mecca.

## Storia
Rancori e incomprensioni, dovuti alle titolature di alcune importanti e ambite cariche onorifiche (ma dai risvolti evidentemente anche economici) che erano insorti a proposito dell'eredità di Quṣayy b. Kilāb, avevano contrapposto in particolare i suoi figli ʿAbd Manāf e ʿAbd al-Dār, pur senza sfociare in aperta ostilità. ʿAbd al-Dār - che aveva ereditato dal padre le cariche della Dār al-Nadwa (la presidenza del malāʾ, il supremo consiglio dei capi-clan) e del Liwā (la prerogativa di portare in guerra il vessillo tribale) - era infatti sostenuto dai clan dei suoi parenti Makhzūm, Sahm, Jumaḥ e ʿAdī b. Kaʿb.
ʿAbd Manāf - che aveva ereditato le cariche della Rifāda, della Siqāya e della Qiyāda (il comando delle truppe in guerra) - era invece appannaggio dei Banu Asad, dai Zuhra ibn Kilāb, dai Taym ibn Murra e dai Balḥārit (Banū l-Ḥārith ibn Fihr). Capendo a quale rischi veniva messa la pace sociale a Mecca, i due antagonisti concordarono di recarsi nel santuario urbano della Kaʿba, agevolati in ciò dalle pressanti suppliche delle donne di tutti i clan, In particolare, quello dei Banū ʿAbd Manāf. Essi s'ingegnarono a portare all'interno della Kaʿba un ampio recipiente pieno di prezioso profumo, arricchito da noce moscata polverizzata e Hāshim, un altro figlio di ʿAbd Manāf, e tutti i suoi fratelli immersero le loro mani nel liquido e prestarono solenne giuramento di eterna alleanza reciproca.
In seno all'alleanza rimase l'ufficio della rifāda (che garantiva la distribuzione di pasti gratuiti ai pellegrini che si recavano a Mecca per il rito della ʿumra) e della siqāya (che assicurava analoga distribuzione di bevande). In tal modo il patto tra i clan alleati fu chiamato Ḥilf al-muṭayyabīn, ossia "Patto dei profumati". 

Altrettanto fecero gli alleati dei Banū ʿAbd al-Dār, che conservarono l'ufficio della custodia del santuario urbano, organizzandosi con quello che fu chiamato Ḥilf al-aḥlāf, o "Patto dei confederati".